# Salim Group
Die Salim Group ist das größte Konglomerat Indonesiens. Die Gruppe wurde von Sudono Salim (auch Liem Sioe Liong, chinesisch Lin Shao Liang (林绍良), * 16. Juli 1916), einem chinesischen Emigranten aus der Provinz Fujian, gegründet. Er wurde später zu einem Vertrauten von Präsident Suharto.
Der Konzern ist an Indofood Sukses Mamur, dem weltweit größten Instantnudelhersteller, sowie an Bogasari, einem großen Mühlenunternehmen, beteiligt. Ferner ist die Salim Group in den Bereichen Landwirtschaft, Bauindustrie, Finanzen, Medien, Kommunikation und in der Automobilbranche tätig. Die Salim Group besitzt mehrere große Ölpalmenplantagen (etwa 1000 km²) und Einschlagskonzessionen. 1999 brach die Gruppe Gespräche über einen Verkauf ihrer Anteile an Indofood wegen der Aufsichtsrechte ab. Sie sollten an die San Miguel Corporation, das größte Nahrungsmittel- und Getränkekonglomerat der Philippinen, verkauft werden. Im Lebensmittelbereich kontrolliert die Salim Group auch die Wasserversorgung von Manila.

## Präsenz in Westbengalen
Der Konzern  unterhält auch Projekte in Westbengalen, z. B. den Bau der Kolkata West International City. Die Salim Group und Universal Success sind bei diesem Projekt die Investoren, Ciputra übernimmt die Entwicklung und Surbana aus Singapur die Projektleitung. Ferner ist die Salim Group über New Kolkata International Development an einem Chemiezentrum in Nayachar als Joint-Venture-Projekt der West Bengal Industrial Development Corporation Ltd. sowie an weiteren kleineren Unternehmungen beteiligt. Am 14. März 2007 kam es nach Protesten von ungefähr 2000 Einwohnern der Region Nandigram, in der dieses Chemiezentrum ursprünglich in einer Sonderwirtschaftszone von 57 km² Größe entstehen sollte, zu schweren Zusammenstößen mit etwa 3000 Polizisten, bei denen 14 Dorfbewohner getötet und 70 verletzt wurden.